# Рударско инжењерство
Рударско инжењерство је инжењерство које инкорпорира теорију, праксу, науку, технологију и примењује се у експлоатацији минералне сировине из неког сировог облика. Рударско инжењерство такође обрађује минерале да би се повећала њихова вредност.
Експлоатација минерала је од великог значаја за модерно друштво. Рударске активности користе методе које узурпирају животну средину око области експлоатације минералних сировина, па поред производње и прераде инжењери морају да воде рачуна и о санацији штете настале животној средини.

## Историја рударског инжењерства
Од почетка цивилизације људи су користили камен, керамику , а касније метал пронађен близу Земљине површине , које су користили да производе оружје и оруђе. Најстарији познати рудник је Лавља пећина у Швајцарској, чија је старост око 43 хиљаде година. Палеолитски човек је овде вршио експлоатацију минерала хеметита због садржаја гвожђа и његовог црвеног пигмента орке који се добија ситњењем хеметита.
Стари Рим је донео иновације у рударском инжењерству. Они су развили велики број метода за експлоатацију, можда најупечатљивија метода је примена воде у експолоатацији. Превасходно загревање камена , а затим нагло хлађење применом огромних количина воде која је до рудника доведена помоћу аквадукта.
Црни барут је први пут употребљен у Бањској Штавици, Мађарско краљевство данашња Словачка 1627. године. Ово је омогућило минирање камена и земље како би се дошло до рудне масе што знатно убрзава експлоатацију. Индустријска револуција доводи до новог напретка у рударској тенхнологији укључујући и побољшање експлозива и примена пумпи на пару, лифтова и бушилица.

## Откривање минералних сировина
То је прва фаза која се састоји из сарадње са геолозима да би се одредиле резерве минералне сировине. Превасходно се утврђује рудно тело и врста минералне сировине. То се ради тако што геолог у рудном телу прави истражне бушотине, узима узорке и спроводи површинска истраживања у потрази за специфичним једињењима која указују на постојање руда. Истраживања се могу извести на основу мапа сировина из те области и претходних геолошких испитивања. Такође се могу добити подаци из копања бунара или кроз народске приче или помоћу сателитских и аеро снимака.

## Испитивање сировине
Састоји се из различитих истраживања која имају за циљ да одреде хемијски састав руде, као и њен квалитет и чистоћу. Такође треба урадити још истражних бушотина како би се утврдиле тачне границе рудног тела, резерве и потенцијали.

## Студија изводљивости
Када се одреди о којој врсти минерала је реч и њеној резерви, следећи корак је израда студије изводљивости експлоатације минералних резерви. Прелиминарна студија испитује тржишне услове као што су потребе за таквом минералном сировином, количине јаловине потребне да се преради како би се дошло до минералне сировине и цена целокупне операције. Ова прва студија изводљивости одређује да ли је рударски пројекат профитабилан, а ако јесте онда се врши дубља анализа. Пошто је изведена прелиминарна студија изводљивости, одређује се потребни капитал, методе и цене експлоатације, процена потребног времена до повратка инвестиције, могућност препродаје, трајање резерви и њихова тотална вредност, улагања у даље пројекте, учећшче власника парцела. Поред тог истраживања врше се истраживања економских утицаја, рекламације, правне последице и потребне дозволе. Из овога се одлучује да ли је експлоатација могућа и исплатива.

## Рударске операције
Састоје се из различитих послова које чине свакодневни живот једног рудаског инжењера. Такође су обухваћени и процеси екслоатације као што су површинска, подземна експлоатација и друге врсте послова које обухвата рударска струка.

### Површинска експлатација
Она чини 90% светске тражње минерала. Површински коп откопава минералне сировине које су близу површине Земље. Руда се есксплатише откопавањем земље у природном стању. Површинска експлоатација често је везана за топографију, рељеф и еколошке маркере које често узурпира.

#### Минирање
Експлозиви се користе за разбијање камених формација. Минирање користи топлоту и велике притиске детонације експлозива да разбију стенску масу. Користе се различити експлозиви чије особине варирају. Рударски инжењер је одговоран за селекцију одговарајућег експлозива како би се повећала ефикасност и обезбедила сигурност.

## Рударске регулативе
Правне регулативе у рударству почињу касног 19. века, а у 20. веку почиње се са доношењем регулатива и прописа који се односе на здравље и сигурност рудара при раду. Рударски инжењери где год се налазили морају поштовати све федералне, државне и локалне Законе о безбедности на раду.